# 萨索洛
萨索洛（發音：[sasˈswɔːlo]）是意大利的一个城市，该市是意大利重要的工业中心，以瓷砖生产著名。该市有一支足球队薩斯索羅足球體育會。